# Peucestas (officier)
Pour les articles homonymes, voir Peucestas.
Peucestas (en grec ancien Πευκέστας / Peukéstas), fils de Macaratos, est un officier macédonien sous le règne d'Alexandre le Grand au IVe siècle avant notre ère.

## Biographie
En 331 av. J.-C., Peucestas est nommé stratège par Alexandre des troupes restées en Égypte avec Balacros. Il aurait eu 4 000 hommes sous ses ordres. Il a été tué par Alexandre au printemps 331.

## Dans le papyrus de Saqqarah
Un ordre écrit sur papyrus découvert en 1972 dans une chambre du temple d'un sanctuaire animalier à Saqqarah — construit par Nectanébo II —, fait probablement référence à Peucestas, fils de Macaratos dans les années 332 et 331. L'ordre est le plus ancien document grec écrit sur papyrus. L'ordre, condensé en trois lignes, se lit comme suit :
| ligne | texte                                           | Traduction                          |
| ----- | ----------------------------------------------- | ----------------------------------- |
| 1     | [Μ] ΠΕΥΚΕΣΤΟΥ ( [μ] Πευκέστου· )                | [De] Peukestas                      |
| 2     | ΜΗΠΑΡΑΠΟΡΕΥΕΣΘΑΙΜΗ ( μὴ παραπορϵύϵσθαι μη- )    | Personne n'est autorisé à y entrer. |
| 3     | ΔΕΝΑΙΕΡΕΙΩΣΤΟΟΙΚΗΜΑ ( δένα· ἱϵρϵίως τὸ οἴκημα ) | Cette pièce est celle du prêtre.    |

Apparemment, cet ordre est adressé aux troupes gréco-macédoniennes, auxquelles il est interdit d'entrer dans un lieu sacré pour les Égyptiens. De la découverte du papyrus, on peut également conclure que Peucestas détient le commandement suprême en Basse-Égypte et Balacros en Haute-Égypte. Outre l'apport historique de ce texte, il présente un intérêt capital en ce que le document est écrit en caractères monumentaux, avant que la graphie grecque n'évolue considérablement durant les siècles suivants.